# 高田駅 (神奈川県)
高田駅（たかたえき）は、神奈川県横浜市港北区高田東三丁目にある、横浜市営地下鉄グリーンラインの駅である。駅番号はG08。
ステーションカラーは黄色   。

## 概要
港北区の北西部に位置し、神奈川県道102号荏田綱島線（都市計画道路日吉元石川線）の下にある地下駅。駅の北側の高田駅前広場には、バスターミナルが設置されている。
駅のデザインテーマは「したしみのひろば」で、土木と建築の融合をテーマに、ダイナミックな届く地下空間を体感させることを目標として設計された。プラットフォームからコンコースまで吹き抜けを設けたり、視認性の高い連絡階段を設置することで深さを感じさせないようにしている。

## 歴史
- 2008年（平成20年）3月30日 - 横浜市営地下鉄グリーンラインの中山駅 - 日吉駅間の開通と同時に開業。
- 2012年（平成24年）5月1日 - docomo Wi-Fiによる、無線LANサービス開始。

### 駅名の由来
約一万年前の高田貝塚や寺谷戸遺跡等弥生時代の遺跡も残るが、「高田」の名は、港北区最古の文献として、900年台「倭名類聚抄」に橘樹郡高田郷の名前が出ている。近代では古くは都筑郡高田村で、1889年に新田村が合併成立した際、大字高田が設けられた。1939年横浜市編入の際に大字高田は港北区高田町となった。
グリーンラインの駅名は所在地名を基本としていたため、仮称は高田町（たかたちょう）駅であった。しかし、1998年に駅設置予定地が高田東に町名を変更したため、名称の一部が共通する周辺地名（高田町・高田西）も勘案して高田駅となった。
読み方は「たかた」と濁らず読む。これは隣接する東山田駅、北山田駅と同様である。

## 駅構造
方向別単式ホーム1面1線の2層構造。地下3階が日吉方面、地下4階が中山方面になっている。幹線道路である県道荏田綱島線と県道子母口綱島線の交差点至近の場所に在る駅で、荏田綱島線に下水幹線を埋設した際に更にその直下に線路を敷設するなどして用地確保に難航したため、出入口のみ地上に出ており、ホームも上下に分かれ、グリーンラインで一番地下に深い駅となっている。
また、エレベーター等が設置されており、最新のバリアフリーに配慮した構造となっている。

### のりば
| 番線 | 路線           | 行先     |
| ---- | -------------- | -------- |
| 1    | グリーンライン | 中山方面 |
| 2    | グリーンライン | 日吉方面 |

- 上表の路線名は旅客案内上の名称（愛称）で記載している。

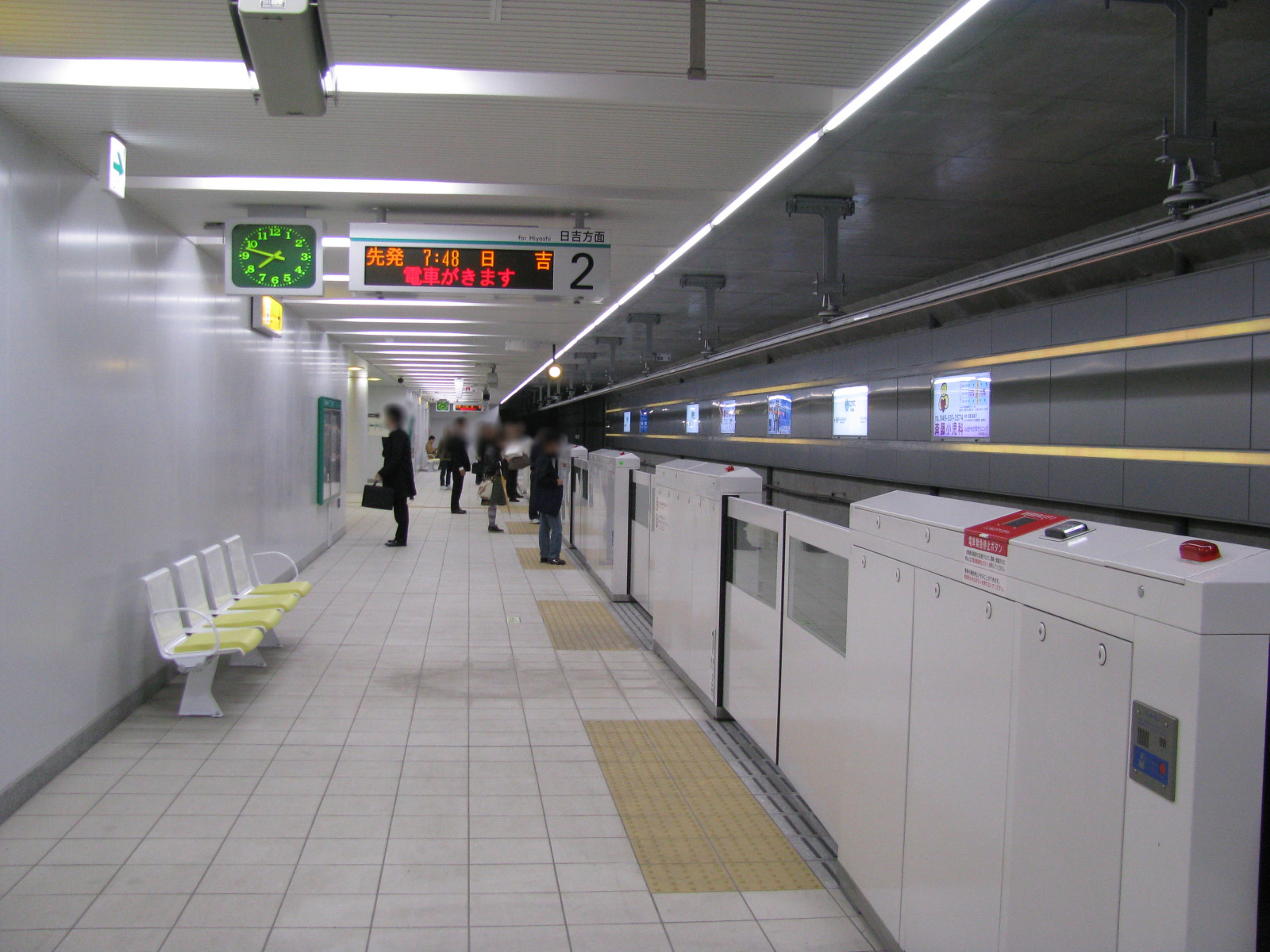
日吉方面ホーム
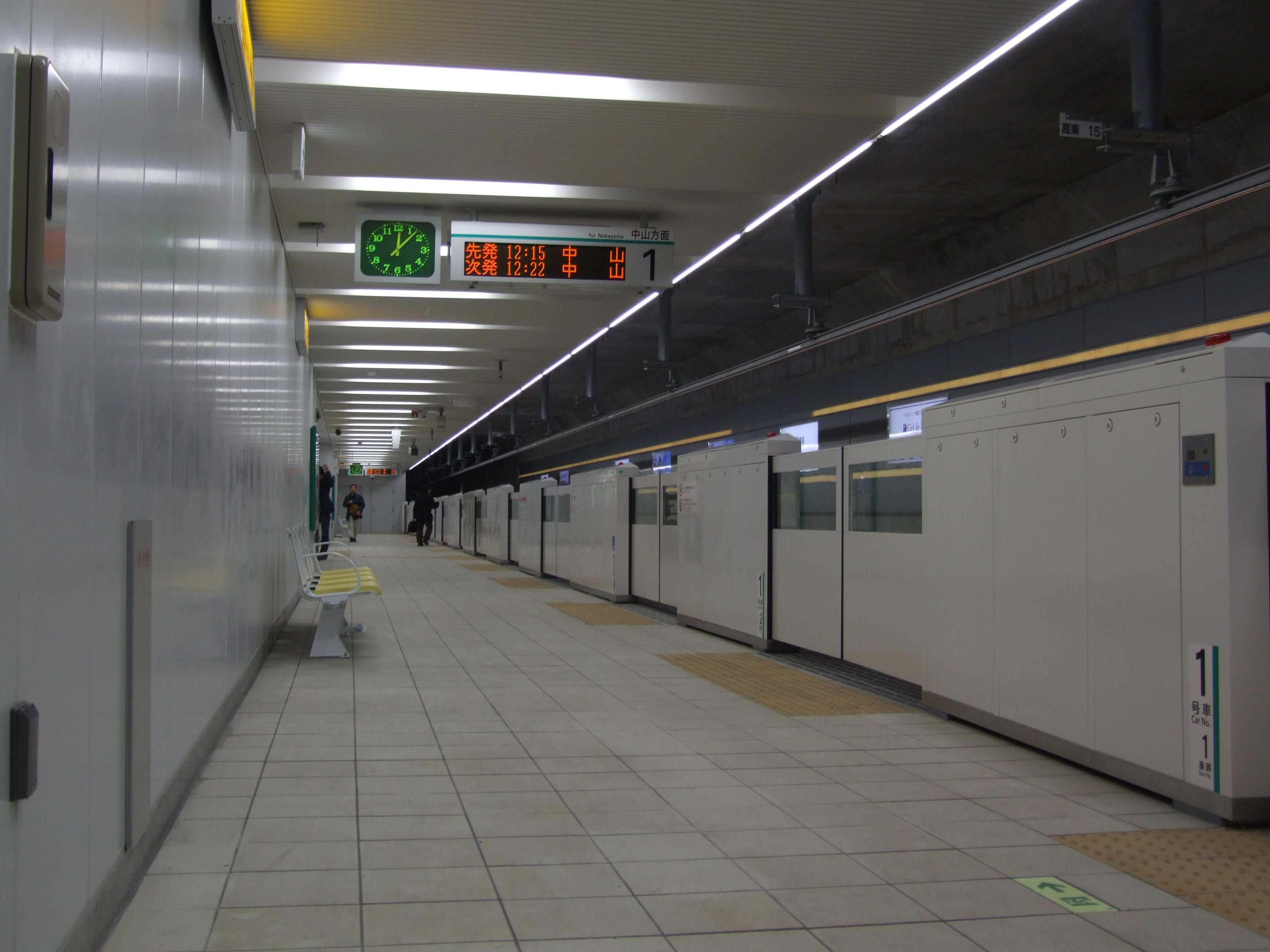
中山方面ホーム
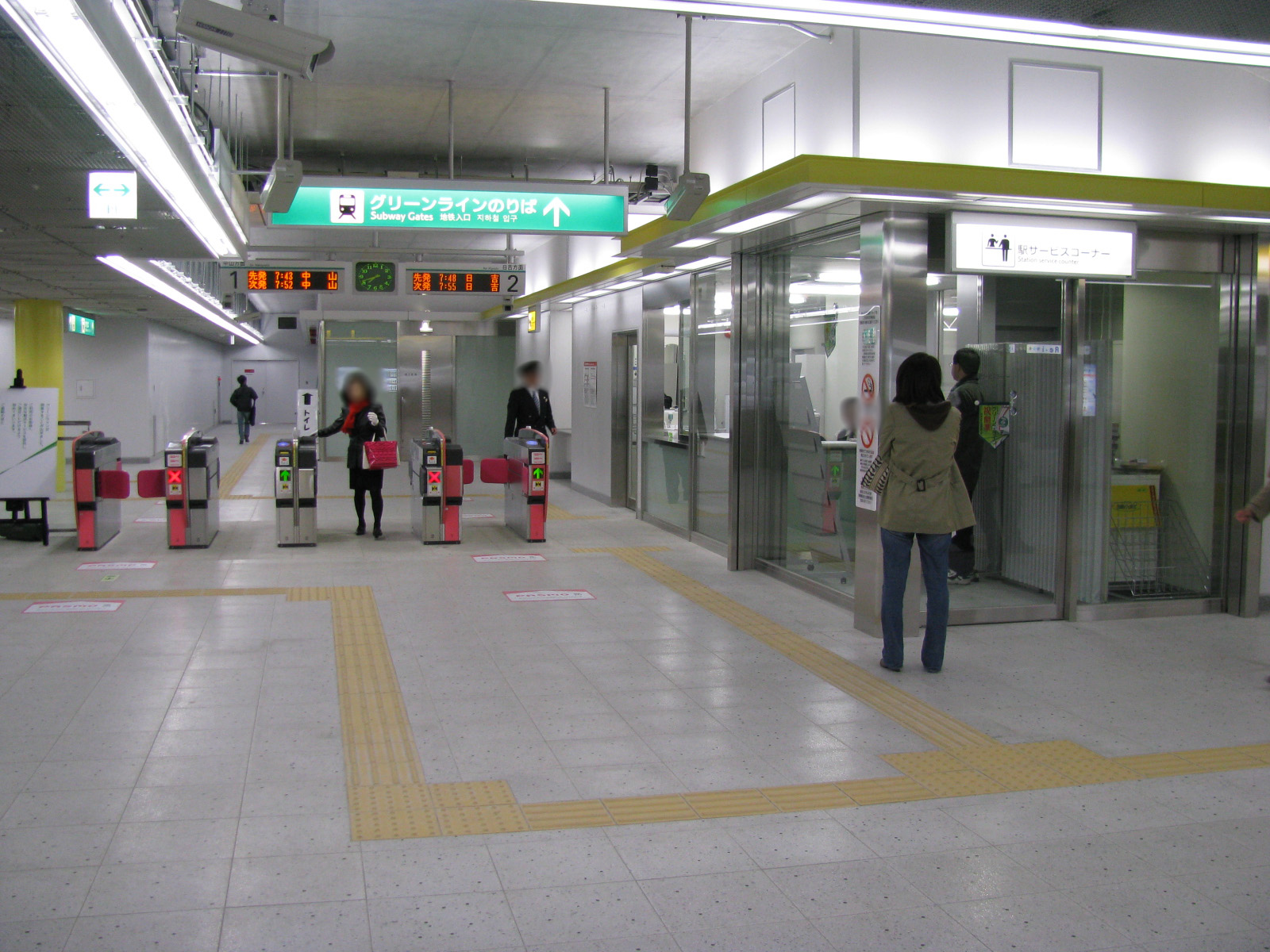
改札付近

## 利用状況
2023年度の1日平均乗降人員は15,510人（乗車人員：7,814人、降車人員：7,696人）である。
開業以来の1日平均乗降・乗車人員の推移は下記の通り。
| 年度               | 1日平均 乗降人員 | 1日平均 乗車人員 | 出典     |
| ------------------ | ---------------- | ---------------- | -------- |
| 2007年（平成19年） |                  | 19,834           | [ * 1 ]  |
| 2008年（平成20年） | 8,410            | 4,314            | [ * 2 ]  |
| 2009年（平成21年） | 9,672            | 4,950            | [ * 3 ]  |
| 2010年（平成22年） | 11,010           | 5,621            | [ * 4 ]  |
| 2011年（平成23年） | 11,362           | 5,791            | [ * 5 ]  |
| 2012年（平成24年） | 12,140           | 6,180            | [ * 6 ]  |
| 2013年（平成25年） | 13,403           | 6,808            | [ * 7 ]  |
| 2014年（平成26年） | 14,265           | 7,230            | [ * 8 ]  |
| 2015年（平成27年） | 14,913           | 7,537            | [ * 9 ]  |
| 2016年（平成28年） | 15,462           | 7,819            | [ * 10 ] |
| 2017年（平成29年） | 15,565           | 7,870            | [ * 11 ] |
| 2018年（平成30年） | 15,898           | 8,028            | [ * 12 ] |
| 2019年（令和元年） | 16,305           | 8,228            | [ * 13 ] |
| 2020年（令和02年） | 12,441           | 6,284            |          |
| 2021年（令和03年） | 13,558           | 6,843            |          |
| 2022年（令和04年） | 14,624           | 7,365            |          |
| 2023年（令和05年） | 15,510           | 7,814            |          |

## 駅周辺
出口1（高田東二・三丁目方面）前に高田駅前広場が設けられている。3つのバス乗り場のあるバスターミナルと、タクシー乗り場、身体障害者送迎スペースが整備されている。
また、ターミナル内への一般車両の乗り入れが可能である。出口1駅前広場の西側、宮内新横浜線を挟んだ正面には市営の駐輪場が整備されている。出口2,3は、都市計画道路日吉元石川線に出る。
駅周辺は医療施設や商業施設が揃う主に閑静な住宅街である。

### 周辺施設
金融機関
- さわやか信用金庫高田支店
- 横浜信用金庫高田支店
- 横浜高田郵便局[10]

公共施設
- 港北警察署高田交番[11]
- 港北消防署高田消防出張所[12]
- 横浜市環境創造局高田ポンプ場[13]
- 横浜市高田地域ケアプラザ[14]

その他
- 高田天満宮
- そよら横浜高田[15]
- 島忠 ホームズ港北高田店[16]
- いなげや横浜綱島店
- 三徳高田店[17]
- まいばすけっと高田駅前店
- オーケー新吉田店[18]
- クリエイトSD港北高田店[19]
- ドラッグストアスマイル高田店

### 周辺道路
- 都市計画道路宮内新横浜線
- 神奈川県道102号荏田綱島線（都市計画道路日吉元石川線）
- 神奈川県道106号子母口綱島線

## バス路線
バスターミナル内には、1〜3番乗り場が設置されており、東急バスの下記路線が乗り入れている。このバスターミナルの名称は「高田駅」である。
また、県道荏田綱島線（日吉元石川線）沿いの出口2前（高田西二・三丁目方面）および出口3（早渕川方面）から日吉寄り約60mの位置に「高田駅前」バス停がある。
| 停留所名                  | 乗場 | 系統       | 主要経由地                   | 行先         |
| ------------------------- | ---- | ---------- | ---------------------------- | ------------ |
| 高田駅 （バスターミナル） | 1番  | 城01       | 蟹ヶ谷・千年                 | 新城駅前     |
| 高田駅 （バスターミナル） | 1番  | 城01       | -                            | 蟹ヶ谷       |
| 高田駅 （バスターミナル） | 2番  | 使用停止中 | 使用停止中                   | 使用停止中   |
| 高田駅 （バスターミナル） | 3番  | 城01       | 吉田橋                       | 綱島駅       |
| 高田駅前                  | A    | 日40       | 日吉元石川線入口・北綱島     | 日吉駅東口   |
| 高田駅前                  | A    | 日40       | 日吉元石川線入口・北綱島     | 日吉駅       |
| 高田駅前                  | A    | 綱44など   | 吉田橋                       | 綱島駅       |
| 高田駅前                  | B    | 綱44       | 道中坂下・横浜市歴史博物館前 | 江田駅       |
| 高田駅前                  | B    | 綱45       | 道中坂下・センター南駅       | 江田駅       |
| 高田駅前                  | B    | 綱47       | 道中坂下・勝田団地           | 新羽営業所   |
| 高田駅前                  | B    | 綱48       | 道中坂下                     | 勝田折返所   |
| 高田駅前                  | B    | 綱49       | 道中坂下・勝田               | センター南駅 |
| 高田駅前                  | B    | 日40       | 東山田駅・長泉寺             | 東山田営業所 |
| 高田駅前                  | B    | 城01       | 蟹ヶ谷・千年                 | 新城駅前     |
| 高田駅前                  | B    | 城01       | -                            | 蟹ヶ谷       |

高田駅2番のりばには2020年まで東山田営業所管轄の日41系統が乗り入れていた

## 隣の駅
横浜市営地下鉄
 グリーンライン（4号線）
東山田駅 (G07) - 高田駅 (G08) - 日吉本町駅 (G09)